# Viborg HK
Pour les articles homonymes, voir Viborg (homonymie).
Maillots
Dernière mise à jour : 5 mai 2024.
Le Viborg Håndbold Klub est un club de handball basé à Viborg au Danemark. Il est particulièrement connu pour sa section féminine, triple vainqueur de la Ligue des champions (2006, 2009 et 2010) et quatorze fois championne du Danemark. Sa section masculine ne possède en revanche qu'une Coupe du Danemark à son palmarès.

## Section féminine

### Palmarès
| Compétitions internationales | Compétitions nationales |

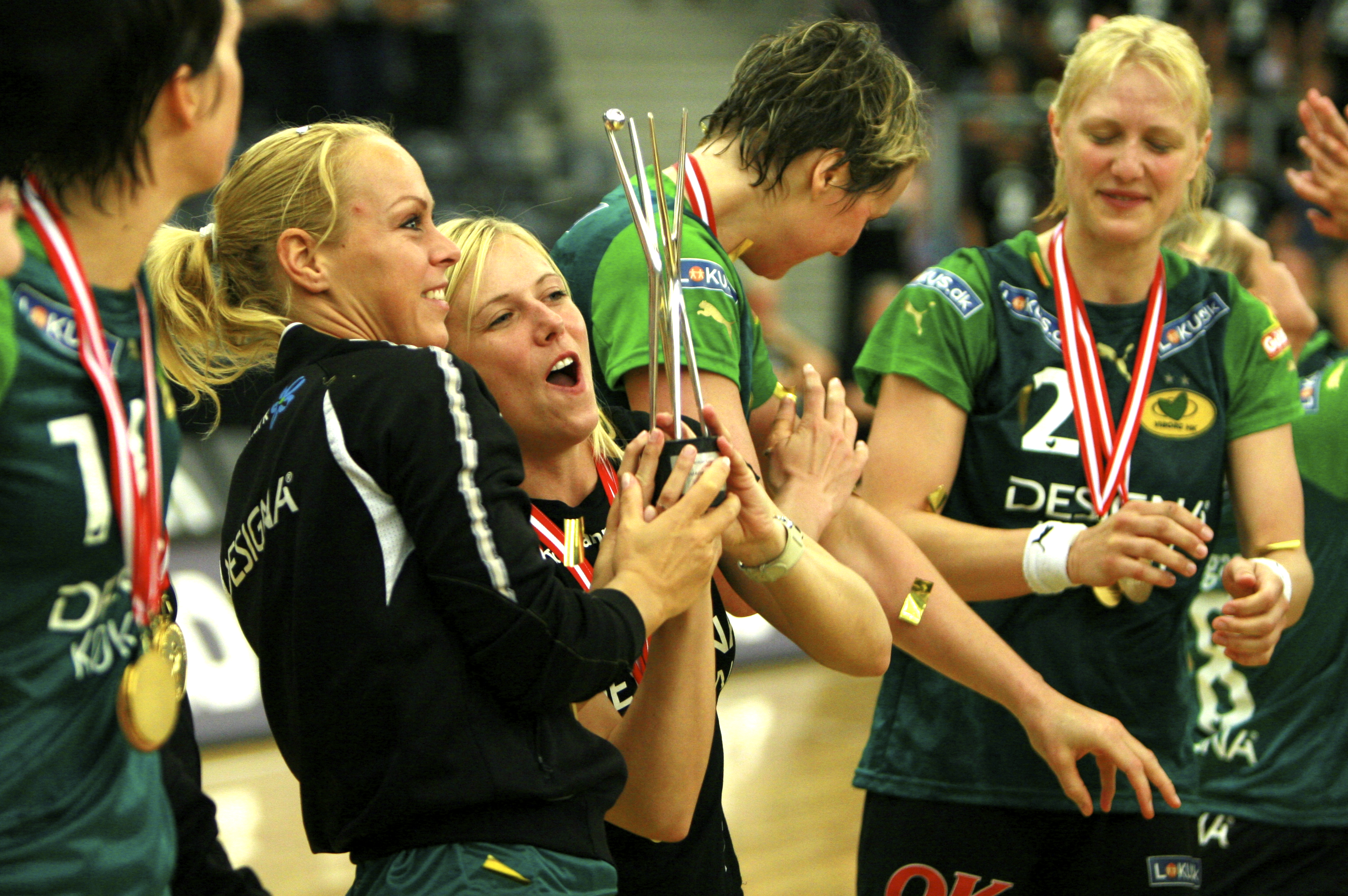
Les joueuses fêtent leur titre de Championnes du Danemark en 2009.

| - C1 : Ligue des champions - Vainqueur (3) : 2006, 2009 et 2010 - Finaliste (2) : 1997 et 2001 - C2 : Coupe des vainqueurs de coupe - Vainqueur (1) : 2014 - C3 : Coupe de l'EHF - Vainqueur (3) : 1994, 1999 et 2004 - Supercoupe d'Europe - Vainqueur (2) : 2001 et 2006 | - Championnat du Danemark - Vainqueur (14) : 1994, 1995, 1996, 1997, 1999, 2000, 2001, 2002, 2004, 2006, 2008, 2009, 2010 et 2014 - Vice-champion (7) : 1991, 1992, 1993, 1998, 2007, 2012 et 2021 - Coupe du Danemark - Vainqueur (10) : 1994, 1995, 1997, 2004, 2007, 2008, 2009, 2011, 2012 et 2014 - Finaliste (3) : 2000, 2002 et 2006 |

### Effectif
L'effectif pour la saison 2023–24 est :
| Gardienne de but - 01 Mathilde Juncker - 12 Ida Marie Kaysen - 13 Claudia Rompen Ailières gauches - 14 Camilla Degn - 25 Maria Stokholm Ailières droites - 23 Thilde Frandsen - 94 Katarzyna Portasińska Pivots - 03 Alberte Simonsen - 19 Sara Hald | Arrières gauches - 09 Laura Borg Thestrup - 24 Charité Mumbongo Demi-centres - 05 Marielle Martinsen - 26 Christina Pedersen - 77 Jana Mittún Arrières droites - 08 Julie Holm - 62 Louise Søndergaard |

### Personnalités liées à la section

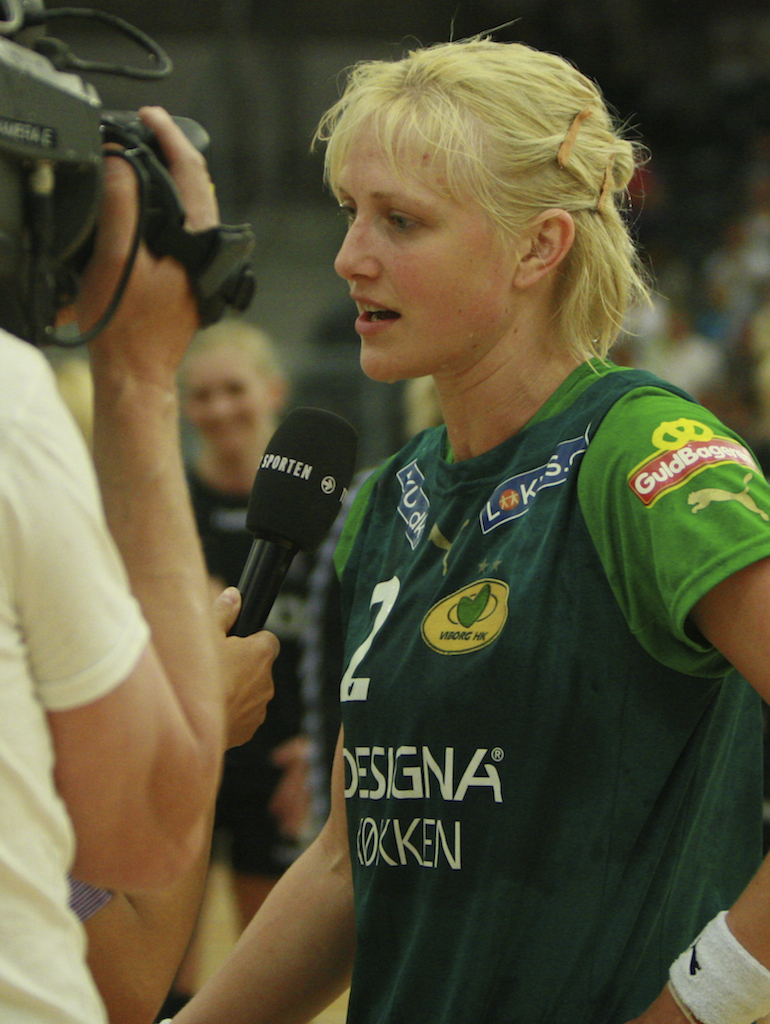
Le numéro 2 de Rikke Skov, qui a joué 648 matchs pour le club entre 1994 et 2016, a été retiré en son honneur.

Parmi les joueuses ayant évolué au club, on trouve :
- Anja Andersen (1989)
- Heidi Holme Astrup (1998-2003 et 2005-2007)
- Louise Bager Due (2001-2012)
- Karen Brødsgaard (1998-2003)
- Louise Burgaard (2013-2015)
- Mouna Chebbah (2010-2014)
- Sanja Damnjanović (2013-2015)
- Cléopâtre Darleux (2012-2014)
- Maria Fisker (2006-2009, 2011-2015 et depuis 2019)
- Marit Malm Frafjord (2010-2014)
- Katrine Fruelund (1999-2005)
- Marie-Paule Gnabouyou (2015-2017)
- Mette Gravholt (2014-2015)
- Isabelle Gulldén (2011-2015)
- Grit Jurack (2004-2012)
- Line Haugsted (2016-2022)
- Anette Hoffmann (1990-1997)
- Kristina Jørgensen (2017-2022)
- Lotte Kiærskou (2001-2005)
- Janne Kolling (1991-1997)
- Amanda Kurtovic (2012-2014)
- Tonje Larsen (1998-1999)
- Susanne Lauritsen (1985-2006)
- Leila Lejeune (2002-2004)
- Katrine Lunde (2007-2010)
- Kristine Lunde (2007-2010)
- Louise Lyksborg (2012-2016)
- Chana Masson de Souza (2013-2015)
- Valérie Nicolas (2003-2007)
- Bojana Popović (2007-2010)
- Henriette Rønde Mikkelsen
- Christina Roslyng
- Siri Seglem (2015-2017)
- Rikke Skov (1994-2016)
- Carin Strömberg (2016-2021)
- Anne Kjersti Suvdal
- Anne Dorthe Tanderup
- Heidi Tjugum (1997-2003)
- Sanne van Olphen (2017-2018)
- Cristina Vărzaru (2005-2012)
- Chao Zhai (2004-2007 et 2008-2010)

## Section masculine

Ancien logo.

### Palmarès
- Championnat du Danemark :
  - Vice-champion (1) : 2007
- Coupe du Danemark : 
  - Vainqueur (1) : 2000
  - Finaliste (3) : 2002, 2005, 2006

### Personnalités liées à la section
Parmi les joueurs ayant évolué au club, on trouve :
- Morten Bjerre
- Gábor Császár
- Nikolaj Bredahl Jacobsen
- Michael V. Knudsen
- Hans Lindberg